# Jan IV (patriarcha Aleksandrii)
Jan IV – chalcedoński patriarcha Aleksandrii w latach 569–579. 